# ワディ・アル・シール
ワディ・アル・シール(アラビア語：وادي السير/果樹園の谷)はヨルダン・ハシミテ王国アンマン県の27有る地区の内14番目の地区である。人口は約15.2万人。

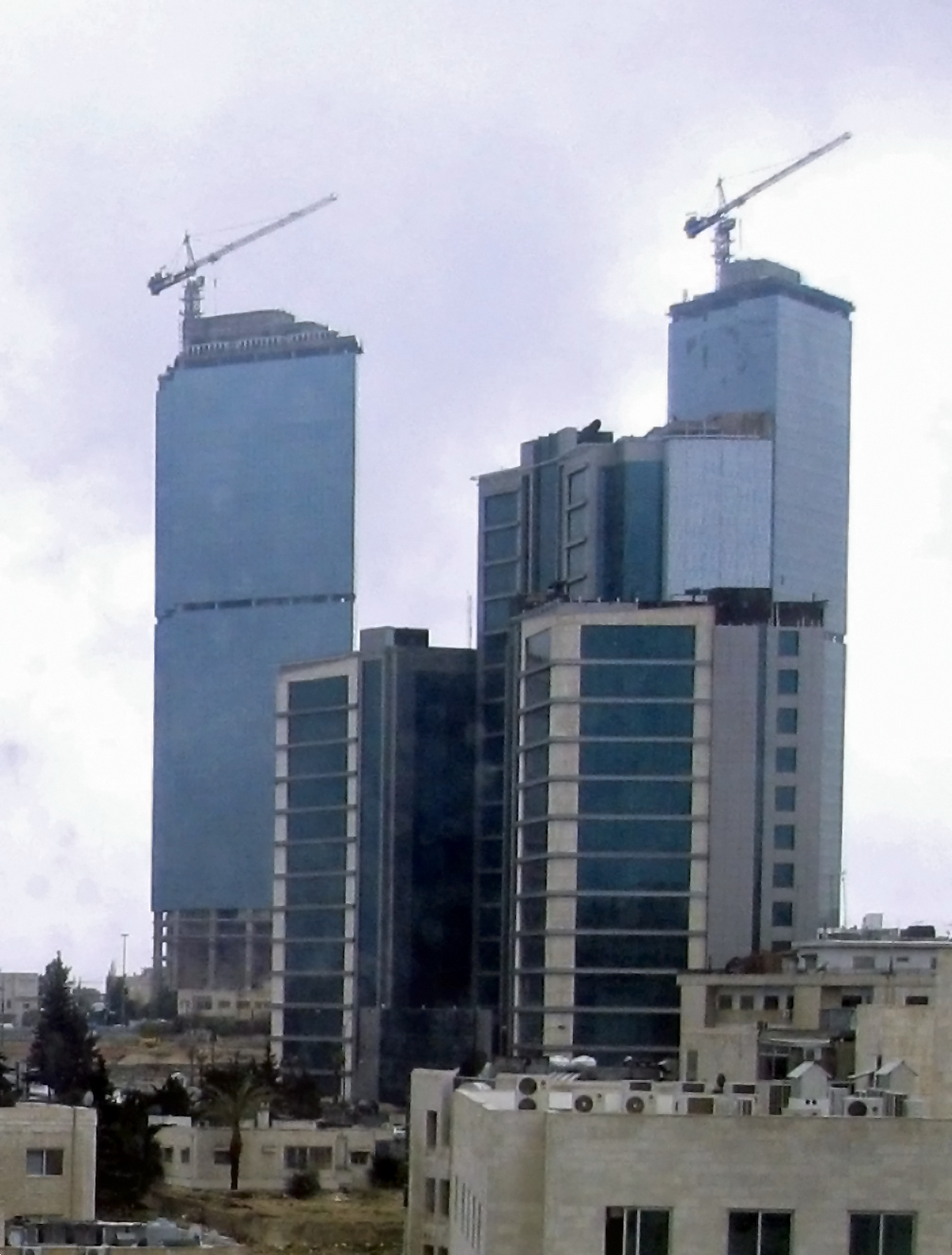
en:Jordan Gate Towers

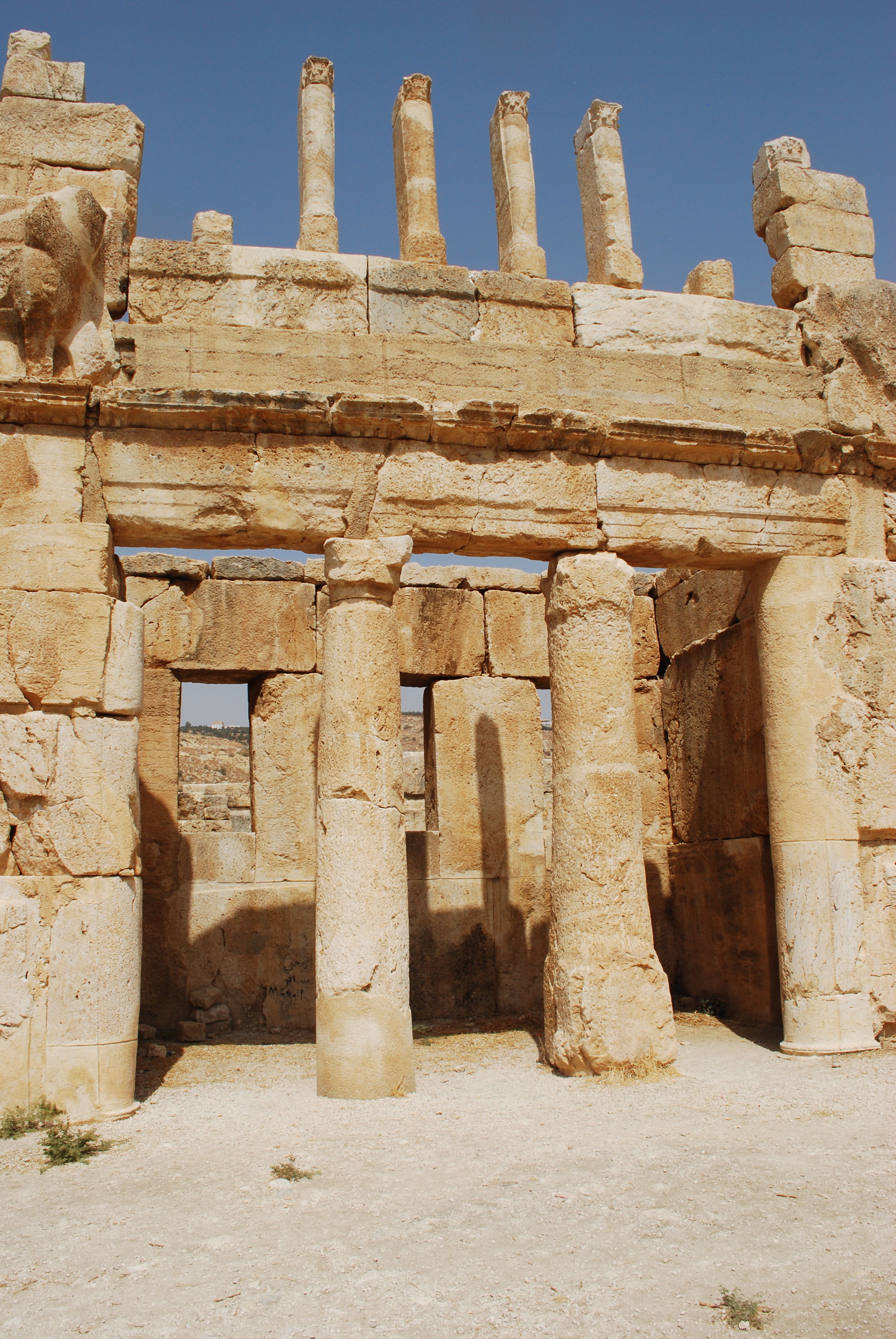
Qasr al-Abdギリシャ式城

先史時代のシール女王に因んで名付けられた。

## 気候
アンマン県の他の地域と同様の気候である。谷の高地に位置する為、夏は暖かく、冬は雨が多く雪も時々降り寒い。夏は心地よい風が吹く。気温は夏が15 - 30℃、冬が-4 - 6℃である。冬は濃い霧が立ち込め、夏は煙霧やスモッグが現れる。